# 天主教马拉维自治监督区
天主教馬拉維自治監督區 （拉丁語：Praelatura Territorialis Maraviensis）是菲律賓一個羅馬天主教自治監督區，屬天主教奥三棉示总教区。轄區包括南拉瑙省。
2006年有教友43,127人、4個堂區、10名司鐸。現任監督區主教為愛文‧德拉佩納，主教座堂聖母進教之佑座堂。
1976年3月28日監督區成立。
2017年5月23日，馬巫德集團等極端伊斯蘭組織佔據馬拉維，焚燬了座堂，俘虜了包括監督代表在內的二百四十多神職和平信徒。